# Ваксель Савелій Лаврентійович
Савелій (Свен) Лаврентійович Ваксель (швед. Sven Larsson Waxell, 1701, Стокгольм — 1762, Санкт-Петербург) — військовий моряк, офіцер російського флоту, капітан 1-го рангу. Учасник Другої Камчатської експедиції (1733—1744).

## Біографія
- 1701 Народився в Стокгольмі (Швеція).
- 1724 Поступив на російську службу волонтером.
- 1726 Призначений штурманом.
- 1733 Призначений до Другої Камчатської експедиції в чині лейтенанта з зайняттям посади штурмана.
- 1741 В. І. Берінгом Призначений старшим офіцером корабля «Святий апостол Петро».
- 1741—1742 Взяв участь у плаванні до північно-західних берегів Америки.
- 9 листопада 1741 року прийняв командування експедицією після смерті капітан-командора Берінга.
- 27 серпня 1742 взяв участь в будівництві гукера «Святий Петро» і повернувся на Камчатку.
- Після повернення з експедиції передав в Адміралтейств-колегію рапорт і карту плавання «Святого Петра».
- 1744—1748 Перебував в м. Єнисейскі.
- 1749 Отримав чин капітана 2-го рангу.
- 1751—1761 плавав на Балтійському морі.
- 1755 Отримав чин капітана 1-го рангу.
- 1758 Видав роботу «Спогади про Другу Камчатську експедицію» (Санкт-Петербург)[4].

### Географічні об'єкти, названі на честь С.Л.Вакселя
- мис Вакселя, затока Фадея, море Лаптевих
- мис Вакселя, острів Берінга, Командорські острови